# HMS Hood (1891)
Корабль Его Величества «Худ» (англ. HMS Hood) — британский эскадренный броненосец, спущенный на воду в 1891 году.
«Худ» представлял собой модификацию додредноута типа «Ройял Соверен» и дополнял исходную серию из семи кораблей, отличаясь от проекта установкой орудийных башен вместо барбетов и пониженной высотой надводного борта. Нёс службу в Средиземноморском флоте и флоте Метрополии. С началом Первой мировой войны затоплен в Портлендской гавани для перекрытия южного фарватера.

## Конструкция

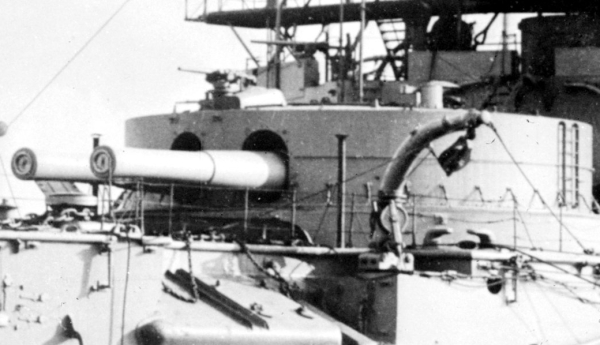
Носовая 343-мм орудийная башня броненосца «Худ». 1890-е гг.

«Худ» продолжал конструкцию броненосцев типа «Ройял Соверен», но отличался от семи серийных кораблей цилиндрическими башенными установками главного калибра вместо барбетных. Он не получил планировавшиеся орудия главного калибра весом около 50 тонн и калибром 305 мм, а остался с 67-тонными калибром 343 мм. Они и массивные вращающиеся башни устаревшего типа существенно утяжелили корабль. Следствием этого стало сокращение высоты надводного борта на 2,1 метра: с 5,5 до 3,4 м. И хотя низкий борт имел свои преимущества — требовалось меньше брони и корабль становился менее уязвимой целью, они перекрывались заметным снижением мореходности. Палубу «Худа» заливало в штормовую погоду, что ограничивало максимальный ход при волнении. Такая конструкция была пригодна только для службы в спокойном Средиземном море, и, в целом, была сочтена неудачной. Все последующие британские корабли строились только с высоким бортом.
Вооружение, бронирование и силовая установка корабля соответствовали серийным. Низкая осадка делала корабль более остойчивым и менее подверженным качке. Метацентрическая высота корабля возросла на 14 %. Вместе с тем, сокращенный период качки делал артиллерийскую стрельбу менее точной. В 1911 году был добавлен скуловой киль для улучшения управляемости.
Броненосец оснащался одним минным паровым катером длиной 17,1 м, одной 17,1-метровой [56-футовая] деревянной миноноской, одним 12,2-метровым [40-футовый] паровым полубаркасом, одним 12,8-метровый [42-футовый] паровым полубаркасом, одним 11,0-метровым [36-футовый] полубаркасом, одним 7,92-метровым [26-футовый] тендером, двумя 9,14-метровыми [30-футовых] тендерами, одной 9,14-метровой [30-футовая] гичкой, одной 8,53-метровой [28-футовая] гичкой, одной 7,31-метровой [24-футовая] гичкой, одним 7,62-метровым [25-футовый] вельботом, одной 5,49-метровой [18-футовая] почтовой шлюпкой, одним 4,27-метровым [14-футовый] бальсовым плотом.

## Служба

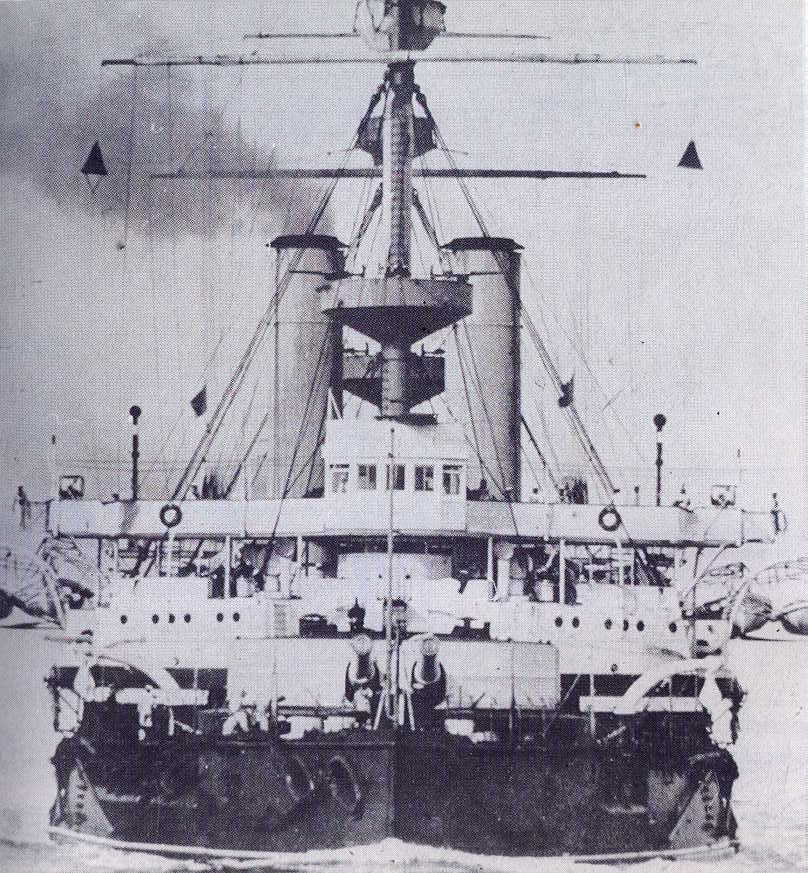
«Худ» в 1901 году

«Худ» заложен в доках Чатема 12 августа 1889 года и спущен на воду 30 июля 1891 года виконтессой Худ. Ходовые испытания были завершены в мае 1893 года, после чего корабль был зачислен в состав флота и убыл на Средиземноморский флот в июне.
По прибытии на Мальту «Худ» сменил броненосец «Колоссус». В 1897—1898 годах в составе международной эскадры Великих держав обеспечивал блокаду Крита после событий Первой греко-турецкой войны и восстания на острове в 1897—1898 гг. В апреле 1900 года броненосец вернулся в Метрополию, где распустил экипаж в Чатеме 29 апреля и поступил в резерв. В декабре возвращен на службу для замены сторожевого броненосца «Тандерер» в Пембрук-Докe.
В конце 1901 года возвращен на Средиземноморский флот. Участвовал в учениях вместе с кораблями Флота Метрополии близ Кефалинии, во время которых повредил руль. Ремонтировался на Мальте и позже в метрополии. После ремонта в 1903 году распределен во Флот Метрополии. Был помещен в резерв в январе 1905 года и затем переделан в блокшив в Квинстауне (Ирландия). В 1911 году корабль был назначен к списанию и продаже на слом. «Hood» использовался для проведения опытов с противоторпедными булями и корпусными конструкциями. При проектировании новых линейных кораблей типа «Queen Elisabeth» предусматривалось нефтяное отопление. Новизна использования жидкого топлива требовала тщательной разработки конструкции цистерн. Для определения надежности переборок при получении повреждений от взрыва торпед и мин на «Hood» были проведены натурные опыты. После начала Первой мировой войны, 4 ноября 1914 года «Худ» был выведен в гавань Портленда и затоплен на южном фарватере, преграждая путь немецким подводным лодкам к военно-морской базе.